# 214년

## 연호
- 후한(後漢) 건안(建安) 19년

## 기년
- 후한(後漢) 헌제(獻帝) 26년
- 신라(新羅) 내해 이사금(奈解泥師今) 19년
- 고구려(高句麗) 산상왕(山上王) 18년
- 백제(百濟) 초고왕(肖古王) 49년 / 구수왕(仇首王) 원년

## 사건
- 음력 3월, 신라에서 큰 바람이 나무를 꺾었다.
- 음력 7월, 백제가 신라 서쪽의 요차성(腰車城)을 공격하고, 성주 설부(薛夫)를 죽였다. 신라의 내해 이사금이 이벌찬 이음에게 명하니, 이음은 뛰어난 병사 6천명을 이끌고 백제를 치고, 사현성(沙峴城)을 파괴하였다.
- 음력 12월, 신라에서 천둥이 쳤다.
- 백제,  초고왕 세상을 떠남.  구수왕 왕의 자리에 오름.

## 사망
- 백제(百濟) 5대 국왕 초고왕 (재위 : 166년 - 214년)
- 촉한의 군사 방통
- 조조의 모사 순유

## 참고 문헌
- 김부식 (1145), 《삼국사기》 〈권2〉 내해 이사금 조(條)